# Busdjak
Busdjak (russisch Буздя́к, baschkirisch Бүздәк) ist ein Dorf (selo) in der Republik Baschkortostan in Russland mit 10.323 Einwohnern (Stand 14. Oktober 2010).

## Geographie
Der Ort liegt knapp 100 km Luftlinie westsüdwestlich der Republikhauptstadt Ufa am Tabanlykul, einem kleinen Zufluss des linken Belaja-Nebenflusses Tschermassan.
Busdjak ist Verwaltungszentrum des Rajons Busdjakski sowie Sitz der Landgemeinde (selskoje posselenije) Busdjakski selsowet, zu der außerdem die Dörfer Derewnja chosjaistwa sagotskota (11 km nordöstlich), Sergejewka (7 km ostnordöstlich), Tuktarkul (8 km östlich) und Wostotschnoje (9 km nordnordöstlich) gehören.
Knapp zwei Drittel der Einwohner sind Tataren, ein gutes Viertel Baschkiren.

## Geschichte
Ein etwa 5 km nördlich des heutigen Busdjak gelegenes, ursprünglich unter dem baschkirischen Namen Kanlytjuba und der russischen Bezeichnung Torusino bekanntes Dorf trug seit dem 18. Jahrhundert die Bezeichnung Busdjak nach einem baschkirischen Vornamen. Als ab 1910 die Eisenbahnstrecke Simbirsk – Bugulma – Tschischmy vorbeigeführt wurde, wurde beim kleineren Dorf Tabanlykul die Bahnstation Busdjak errichtet, die mit der Strecke 1914 in Betrieb ging. In Folge ging der Name an die inzwischen größere Stationssiedlung und das Dorf Tabanlykul über, während das ursprüngliche Dorf heute russisch Stary Busdjak und baschkirisch Iske Busdjak („Alt-Busdjak“) heißt.
Seit 20. August 1930 ist Busdjak Verwaltungssitz eines Rajons.

### Bevölkerungsentwicklung
| Jahr | Einwohner |
| ---- | --------- |
| 1959 | 3.477     |
| 1959 | 4.455     |
| 1970 | 6.116     |
| 1979 | 7.669     |
| 1989 | 8.719     |
| 2002 | 9.733     |
| 2010 | 10.323    |

Anmerkung: Volkszählungsdaten

## Verkehr
Busdjak liegt bei Kilometer 1407 (ab Moskau) der auf diesem Abschnitt seit 1971 elektrifizierten Eisenbahnstrecke Uljanowsk – Tschischmy (– Ufa). Straßenverbindung besteht zur etwa 10 km nördlich vorbeiführenden Fernstraße M5 Ural von Moskau über Samara und Ufa nach Tscheljabinsk.